# Боулз, Брайан
Бра́йан Дэ́вид Бо́улз (англ. Brian David Bowles; род. 22 июня 1980, Чарлстон) — американский боец смешанного стиля, представитель легчайшей весовой категории. Выступал на профессиональном уровне в период 2006—2013 годов, известен по участию в турнирах бойцовских организаций UFC и WEC. Владел титулом чемпиона WEC в легчайшем весе.

## Биография
Брайан Боулз родился 22 июня 1980 года в городе Чарлстон штата Западная Виргиния, США. Детство провёл в маленьком городке Чесапик, воспитывался матерью-одиночкой (его отец не принимал участия в жизни семьи и умер, когда мальчику было 11 лет).
Учился в старшей школе округа Джэксон, где в течение трёх лет серьёзно занимался борьбой. После окончания школы решил стать бойцом ММА и приступил к тренировкам в зале The HardCore Gym. В первой половине 2000-х годов одержал семь побед среди любителей, не потерпев при этом ни одного поражения.

### Начало профессиональной карьеры
Дебютировал в смешанных единоборствах на профессиональном уровне в мае 2006 года, заставил своего соперника сдаться в третьем раунде с помощью удушающего приёма сзади. Дрался в небольших американских промоушенах Wild Bill's Fight Night и ISCF преимущественно на территории штата Джорджия.

### World Extreme Cagefighting
Имея в послужном списке три победы без единого поражения, Боулз привлёк к себе внимание крупной американской организации World Extreme Cagefighting и в 2007 году благополучно дебютировал здесь, принудив к сдаче соотечественника Чарли Валенсию.
В дальнейшем взял верх над такими бойцами как Маркус Галван, Дамасио Пейдж и Вилл Рибейру, заработав при этом два бонуса за лучшие приёмы вечера.
Благодаря череде удачных выступлений удостоился права оспорить титул чемпиона WEC в легчайшем весе, который на тот момент принадлежал Мигелю Торресу. Чемпионский бой между ними состоялся в августе 2009 года, Боулз нокаутировал соперника в первом же раунде, забрал чемпионский пояс себе и дополнительно получил награду за лучший нокаут вечера.
Тем не менее, Боулз оставался чемпионом не долго, во время первой защиты в марте 2010 года в поединке с Домиником Крусом потерпел поражение техническим нокаутом.
Он быстро восстановился от травмы и уже в ноябре 2010 года собирался выйти в клетку против бразильца Вагнея Фабиану. Однако из-за травмы ступни в конечном счёте вынужден был сняться с этого турнира.

### Ultimate Fighting Championship
Когда в октябре 2010 года организация WEC была поглощена более крупным игроком на рынке смешанных единоборств Ultimate Fighting Championship, все сильнейшие бойцы оттуда автоматически перешли на контракт к новому владельцу, в том числе перешёл и Боулз. В дебютном поединке в октагоне UFC в марте 2011 года вновь встретился с Дамасио Пейджем и снова выиграл у него с помощью «гильотины», при этом хронометрист зафиксировал точно такое же время победы, как и в прошлом их поединке — 3:30 в первом раунде. Комментатор Джо Роган сравнил это совпадение с «кометой, прилетающей раз в 1000 лет».
В том же 2011 году единогласным решением судей выиграл у японца Такэя Мидзугаки, после чего в претендентском бою легчайшего веса встретился с Юрайей Фейбером — во втором раунде попался в «гильотину» и вынужден был сдаться.
После 18-месячного перерыва Брайан Боулз вернулся в бои и вышел в клетку против Джорджа Рупа, проиграв техническим нокаутом во втором раунде. При всём при том, он провалил проведённый в ходе турнира допинг-тест — его проба показала превышение тестостерона по отношению к эпитестостерону 20:1, при том что максимальным допустимым отношением Атлетическая комиссия штата Невада считает 6:1. Боулз не стал противиться предъявленному обвинению, был отстранён от участия в соревнованиях сроком на девять месяцев и получил штраф в размере 5700 долларов.
По окончании срока дисквалификации он так и не вернулся в бои, в январе 2015 года его арестовали по обвинению в нескольких уголовных преступлениях, а в марте руководство UFC объявило о его увольнении из организации.

## Статистика в профессиональном ММА
| Боёв 13  | Побед 10 | Поражений 3 |
| -------- | -------- | ----------- |
| Нокаутом | 3        | 2           |
| Сдачей   | 6        | 1           |
| Решением | 1        | 0           |

| Результат | Рекорд | Соперник        | Способ                        | Турнир                         | Дата            | Раунд | Время | Место          | Примечание                                                  |
| --------- | ------ | --------------- | ----------------------------- | ------------------------------ | --------------- | ----- | ----- | -------------- | ----------------------------------------------------------- |
| Поражение | 10-3   | Джордж Руп      | TKO (удары руками)            | UFC 160                        | 25 мая 2013     | 2     | 1:43  | Лас-Вегас, США | Боулз провалил допинг-тест.                                 |
| Поражение | 10-2   | Юрайя Фейбер    | Сдача (гильотина)             | UFC 139                        | 19 ноября 2011  | 2     | 1:27  | Сан-Хосе, США  | Претендентский бой в легчайшем весе.                        |
| Победа    | 10-1   | Такэя Мидзугаки | Единогласное решение          | UFC 132                        | 2 июля 2011     | 3     | 5:00  | Лас-Вегас, США |                                                             |
| Победа    | 9-1    | Дамасио Пейдж   | Техническая сдача (гильотина) | UFC Live: Sanchez vs. Kampmann | 3 марта 2011    | 1     | 3:30  | Луисвилл, США  | Приём вечера.                                               |
| Поражение | 8-1    | Доминик Крус    | TKO (остановлен врачом)       | WEC 47                         | 6 марта 2010    | 2     | 5:00  | Колумбус, США  | Лишился титула чемпиона WEC в легчайшем весе.               |
| Победа    | 8-0    | Мигель Торрес   | KO (удары руками)             | WEC 42                         | 9 августа 2009  | 1     | 3:57  | Лас-Вегас, США | Выиграл титул чемпиона WEC в легчайшем весе. Нокаут вечера. |
| Победа    | 7-0    | Вилл Рибейру    | Сдача (гильотина)             | WEC 37                         | 3 декабря 2008  | 3     | 1:11  | Лас-Вегас, США | Приём вечера.                                               |
| Победа    | 6-0    | Дамасио Пейдж   | Сдача (гильотина)             | WEC 35                         | 3 августа 2008  | 1     | 3:30  | Лас-Вегас, США | Приём вечера.                                               |
| Победа    | 5-0    | Маркус Галван   | KO (удар рукой)               | WEC 31                         | 12 декабря 2007 | 2     | 2:09  | Лас-Вегас, США |                                                             |
| Победа    | 4-0    | Чарли Валенсия  | Сдача (удушение сзади)        | WEC 28                         | 3 июня 2007     | 2     | 2:33  | Лас-Вегас, США |                                                             |
| Победа    | 3-0    | Шейн Уэйнишке   | Сдача (удушение сзади)        | ISCF: Invasion                 | 9 февраля 2007  | 1     | 1:38  | Атланта, США   |                                                             |
| Победа    | 2-0    | Чарльз Натт     | TKO (удары руками)            | Wild Bill’s Fight Night 4      | 8 сентября 2006 | 1     | 4:28  | Дулут, США     |                                                             |
| Победа    | 1-0    | Тим Ханикутт    | Сдача (удушение сзади)        | Wild Bill’s Fight Night 2      | 12 мая 2006     | 3     | 4:55  | Дулут, США     |                                                             |